# ایزومی ایناموری
ایزومی ایناموری (انگلیسی: Izumi Inamori؛ زاده ۱۹ مارس ۱۹۷۲) یک بازیگر اهل ژاپن است.